# Heinkel He 115
Heinkel He 115 var ett propellerdrivet tvåmotorigt torpedflygplan utrustat med flottörställ, utvecklat i Nazityskland under slutet av 1930-talet. Det användes utöver torpedbombning även för havsövervakning, eskort av fartygskonvojer och för minering.

## Utveckling

### Projektering
Det tyska flygministeriet inledde planeringen av ett torpedbombplan år 1935. Heinkel och Blohm und Voss (B&V) planerade och byggde prototyperna. Heinkel byggde fem exemplar (V1-V5) av sitt He 115-flygplan mellan åren 1937 och 1939. Med V2-prototypen lyckade man slå åtta världsrekord för sjöflygplan i mars 1938. År 1938 valdes He 115 ut för serieproduktion på basis av prototypflygplanet V4. 

### Produktion
Tillverkningen den första serietillverkade versionen, Heinkel He 115 A-1, påbörjades i januari 1939. He 115 A-2 var en exportversion som såldes till Norge (6 exemplar) och Sverige (12 exemplar) år 1939. Man slutade att tillverka He 115-flygplanet främst på grund av dess långsamhet redan på hösten 1940, men tillverkningen återupptogs på nytt år 1941.[källa behövs]
Sammanlagt tillverkades 269 exemplar av flygplanets 21 olika versioner (något färre enligt vissa källor). Förutom Tyskland var flygplanet i operativ tjänst i Bulgarien, Storbritannien, Norge, Sverige och Finland.

## Användning i Finland
Finland använde sig av sammanlagt tre Heinkel He 115 -flygplanåren 1940 - 1944.

### He 115 A-2 (före detta Norsk He 115N)

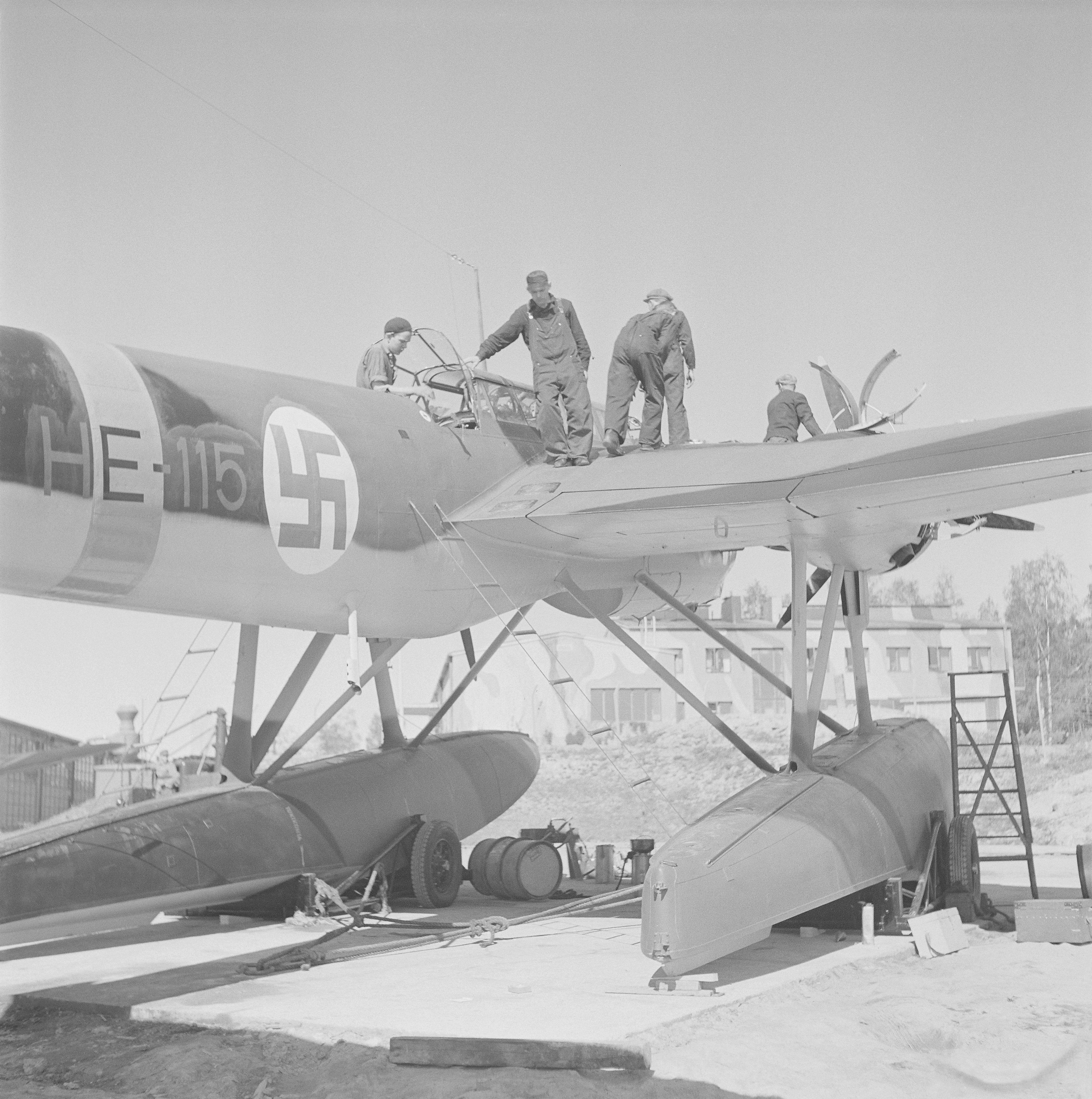
Före detta Norsk He 115N (A-2) i Finsk tjänst, benämnd HE-115 "Jenny", som användes för transport av fjärrpatruller bakom fiendens linjer, här under reparation i Tammerfors.

Norges regering beordrade den 7 juni 1940 avslutande av väpnat motstånd mot de invaderande tyskarna. De norska He 115 beordrades flyga från Tromsø Skattöra till Storbritannien, men ett plan hade motorstörningar. Den erfarne trafikpiloten och marinlöjtnanten Helge Dahl, formellt redan civil, lyckades flyga planet nästa dag till Petsamo i Finland. Norsk beteckning var F.50, men under flykten användes påhittad radiokallsignal LN-MAB. Planet hade enbart 50 flygtimmar när det anlände till Finland, eftersom det levererats i juli 1939. I samband med striderna om Narvik sköt F.50 (löjtnant Erik Björnebye) den 14 april 1940 ned ett tyskt Junkers Ju-52 transportplan vid Gullfjord. Flygplanet internerades först men överfördes till det finska flygvapnet och togs i bruk den 20 juni 1941 under beteckningen HE (för Heinkel), med individnummer 115 (HE-115) och smeknamnet "Jenny".
Till en början användes det i Bottniska viken (Vasa) för spaningstjänst i den hemliga flygenheten "Lentue X", som ändrade namn 10 dagar senare till Lentolaivue 15. HE-115 började flyga spanings- och propagandaturer bakom östfronten. Den 24 augusti 1941 träffades flygplanet av egen luftvärnseld och vid reparation ombyggdes flygplanet till transportplan. Under hösten 1941 användes HE-115 för transport och underhåll av fjärrpatrullerna. LeLv 15 kom därefter att uppgå i Avdelning Räty den 28 februari 1942. Denna avdelning bytte namn till Avdelning Malinen på sommaren 1943 när dess befälhavare byttes ut. HE-115 förlorades den 4 juli 1943 genom fientlig eld när den landat på sjön Tugasjärvi i Sovjet-Karelen för att hämta en fjärrpatrull. Besättningen startade, men måste kort därpå nödlanda och togs tillfånga av sovjetiska trupper. De flesta överlevde krigsfångenskapen. Den av brand skadade HE-115, som ännu flöt på sjön, besköts av två finländska Morane-Saulnier MS.406-jaktplan två dagar senare. Det finns uppgifter om att ryssarna dock senare skulle ha bärgat vraket för undersökningar.

### He 115 C
I maj 1943 fick Avdelning Malinen låna två He 115 C-flygplan som bar beteckningarna 6H+BK och 6H+CK. Till en början tillfördes dessa Avdelning Malinen och under 1944 till Avdelning Jauri. 6H+CK gavs tillbaka åt tyskarna den 7 september 1944 men 6H+BK förblev i finländsk tjänst och under Lapplandskriget flög det med beteckningen "OH-PMJ" (vilket betyder "Finland-Högkvarteret") för att förvilla ryssarna. Flygplanet måste överlämnas till Sovjetunionen i november 1944.

## Användning i Sverige

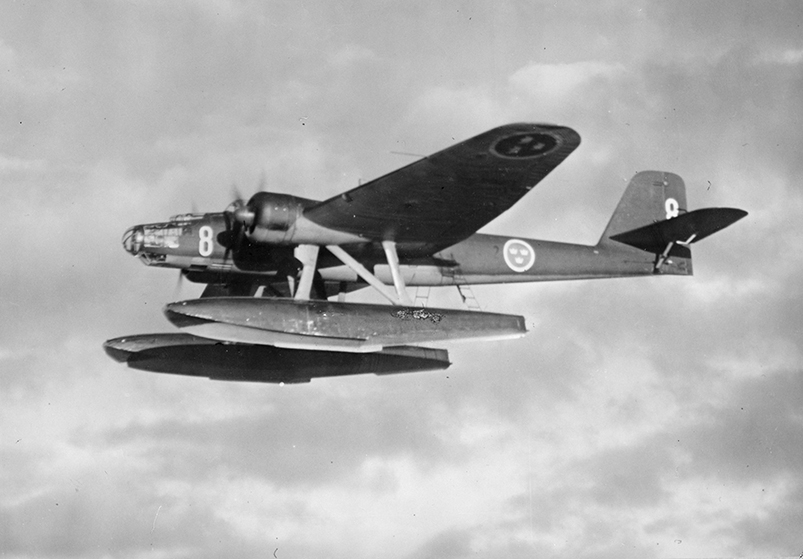
Heinkel He 115A-2 i svensk tjänst som torpedflygplan T 2.

I Sverige kom Heinkel He 115 A-2 att erhålla beteckningen T 2. 1938 reste chefen för Flygplanssektionen vid Flygförvaltningens materialavdelning, Nils Söderberg, till Heinkelfabriken i Warnemünde för att utvärdera några av fabrikens flygplan som Flygvapnet tänkt anskaffa. I första hand sökte flygvapnet ett torpedfällningsflygplan men samtidigt testades även Heinkel He 114 som senare blev S 12.
Som torpedfällningsflygplan utvärderades det nykonstruerade Heinkel He 115, ett tvåmotorigt flottörförsett monoflygplan, som under 1938 tillförts Luftwaffe. Flygplanet bedömdes av Söderberg ha goda flygegenskaper och vara möjligt att anpassa till de torpeder som försvaret beställt i Norge. Flygförvaltningen gjorde en förfrågan om man kunde montera den svenska My XXIV motorn på 980 hk före leverans, men detta skulle avsevärt fördyra flygplanet eftersom en modifiering krävdes. Sommaren 1938 tecknades en order på 12 stycken Heinkel He 115 A-2. Flygplanen levererades till F 2 Hägernäs från 24 april till 17 oktober 1939 trots krigsutbrottet. I flygvapnet fick den beteckningen T 2.
Så fort det första flygplanet levererats flögs det till Horten i Norge för leveransprov med den nyutvecklade norska torpeden m/38. 
När flygplanen levererades till F 2 fanns ingen slip för att kunna ta upp flygplanen på land den färdigställdes först under sommaren. Ytterligare en slip byggdes vid Fårösund, På västkusten kunde flygplanen endast använda Torslanda som förläggningsplats, och de enda ställen T 2 kunde tas omhand för arbeten var F 2 och Horten i Norge. I november 1939 försökte flygförvaltningen beställa ytterligare sex flygplan men Heinkelfabriken kunde bara ta en order på ett flygplan, som på grund av andra världskriget inte levererades. T 2 divisionen kom periodvis att baseras på Gålöbasen fram till att den togs ur aktiv fronttjänst 1944. Som flygstationschef vid Gålö utnämndes Albin Ahrenberg, och som resevbaser fungerade Loftahammar och Gryt. Planer fanns att överföra flygplanen till det nyligen uppsatta F 17 Kallinge men detta genomfördes inte utan flygplanen blev kvar vid F 2 Hägernäs till 1952, Först som spaning och övervakningsflygplan senare som sjöräddningsflygplan, Vid sjöräddningsuppdragen medfördes gummilivbåtar som fälldes från lastrummet,
Ett flygplan stationerades perioden maj – november 1945 vid CTV i Motala för torpedfällningsprov med nyutvecklade torpeder. En av de sista uppgifter T 2 utförde för det Svenska försvaret var under Catalina-affären då man sökte efter den försvunna Tp 79:an och den nedskjutna Tp 47. 
Den sista T 2 kasserades 13 december 1952, på grund av att flygplanet var utslitet. Fem stycken flygplan avfördes efter totalhaverier, ett flygplan monterades ner 1948 för att använda som reservdelsfygplan, övriga kasserads perioden 1948 - 1952.

### T 2 beväpning
T 2 beväpnades med två stycken rörliga 8 mm kulspruta m/22-37R, en för signalisten akterut och en för spanaren förut.
Följande laster fanns tillgängliga:
- 1 × 45 cm torped m/38 (850 kg)
- 1 × 45 cm torped m/41 (853 kg)
- 1 × 45 cm kalltorped m/07 (för övningsändamål)
- 1 × 300 kg mina m/F:7 (magnetmina)
- 1 × 900 kg mina m/F:9 (torpedmina)
- 3 × 250 kg minbomb m/37 (alt. 2 × 250 kg minbomb m/37 + 1 × torped)
- 3 × 250 kg minbomb m/40 (alt. 2 × 250 kg minbomb m/40 + 1 × torped)

## Varianter

### Prototyper
Fem prototyper användes under utvecklingen av He 115:
- He 115 V1 (D-AEHF) – Första flygning augusti 1937, försedd med två 960 hk BMW 132K 9-cylinders stjärnmotorer.[1] Användes för last- och hastighetsprov (satte åtta last- och hastighetsrekord).
- He 115 V2 (D-APDS) – Första flygning november 1937. Liknade He 115 V1 men med en något reviderad nos.[1]
- He 115 V3 (D-ABZV) – Första flygning mars 1938. Introducerade inglasad nos och kabin, sedermera standard.[1]
- He 115 V4 (D-AHME) – Första flygning maj 1938. Produktionsutförande; ersatte flottörställets vajerstag med snedstöttor i metall.[1]
- He 115 V5 – Första flygning 1939.

### Produktion

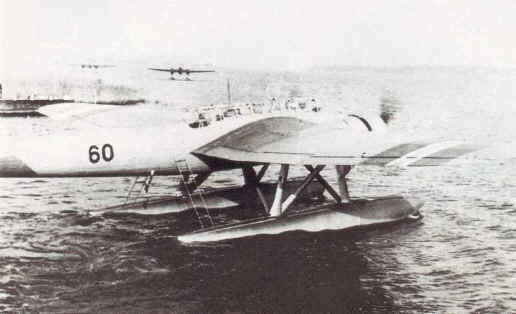
Heinkel He 115N (He 115 A-2) i norsk tjänst.

- He 115 A-0 – Förserievariant av He 115 A, byggd i 10 exemplar, beväpnad med en 7,92 mm MG 15 rörlig kulspruta för signalisten.[1]
- He 115 A-1 – Serievariant av He 115 A. Beväpning utökad med en 7,92 mm MG 15 rörlig kulspruta i nosen för spanaren.[1]
- He 115 A-2 – Exportvariant baserad på A-1.[1]
  - He 115N – He 115 A-2 exporterad till norska marinens flygvapen (norska: marinens flygevåpen) 1939 som torpedflygplan. Norsk beväpning.
  - T 2 – He 115 A-2 exporterad till svenska flygvapnet 1939 som torpedflygplan. Svensk beväpning: 2 × 8 mm ksp m/22-37R rörliga kulsprutor.
- He 115 A-3 – Omkonstruerat bombrum och förnyad radioutrustning.[1]

- He 115 B-0 – Förserievariant av He 115 B. Introducerade möjlighet att byta ut bränslemängd mot utökad vapenlast, samt möjligheten att bära en 1000 kg magnetmina.
- He 115 B-1 – Serievariant av He 115 B. Införde ökad bränslekapacitet för längre räckvidd.[1]
  - He 115 B-1/R1 – Rüstsatz (R1) tillsatsutrustning.
  - He 115 B-1/R2 – Rüstsatz (R2) tillsatsutrustning.
  - He 115 B-1/R3 – Rüstsatz (R3) tillsatsutrustning.
- He 115 B-2 – Förstärkt flottörställ mot is och snö under vinterdrift.[1]

- He 115 C-0 – Förserievariant av He 115 C.
- He 115 C-1 – Beväpning utökad i form av en fast lagrad framåtriktad 15 mm MG 151/15 automatkanon, samt två fast lagrade akterriktade 7,92 mm MG 17 kulsprutor, en i var motorgondol,[2] samt möjlighet till extra bränsletankar i bombrummet.[1]
  - He 11 5C-1/R1 – Rüstsatz (R1) tillsatsutrustning.
  - He 115 C-1/R2 – Rüstsatz (R2) tillsatsutrustning.
  - He 115 C-1/R3 – Rüstsatz (R3) tillsatsutrustning.
  - He 115 C-1/R4 – Rüstsatz (R4) tillsatsutrustning.
- He 115 C-2 – Förstärkt flottörställ mot is och snö under vinterdrift (samma som He 115 B-2).[1][1]
- He 115 C-3 – Specialvariant för minläggning.[1]
- He 115 C-4 – Torpedbombvariant med reducerad självförsvarsbeväpning.[1]

- He 115 D-1 – Försöksmodell försedd med två 1 560 hk (1 147 kW) BMW 801C stjärnmotorer och fyramannabesättning. Topphastighet: 399 km/t. En He 115 A-1 modifierad och operativt använd 1941.[1]

- He 115 E-0 – Förserievariant av He 115 E.[1]
- He 115 E-1 – Nystartad produktion 1941, baserad på B och C-serien, men med reviderad beväpning.[1]

## Användare

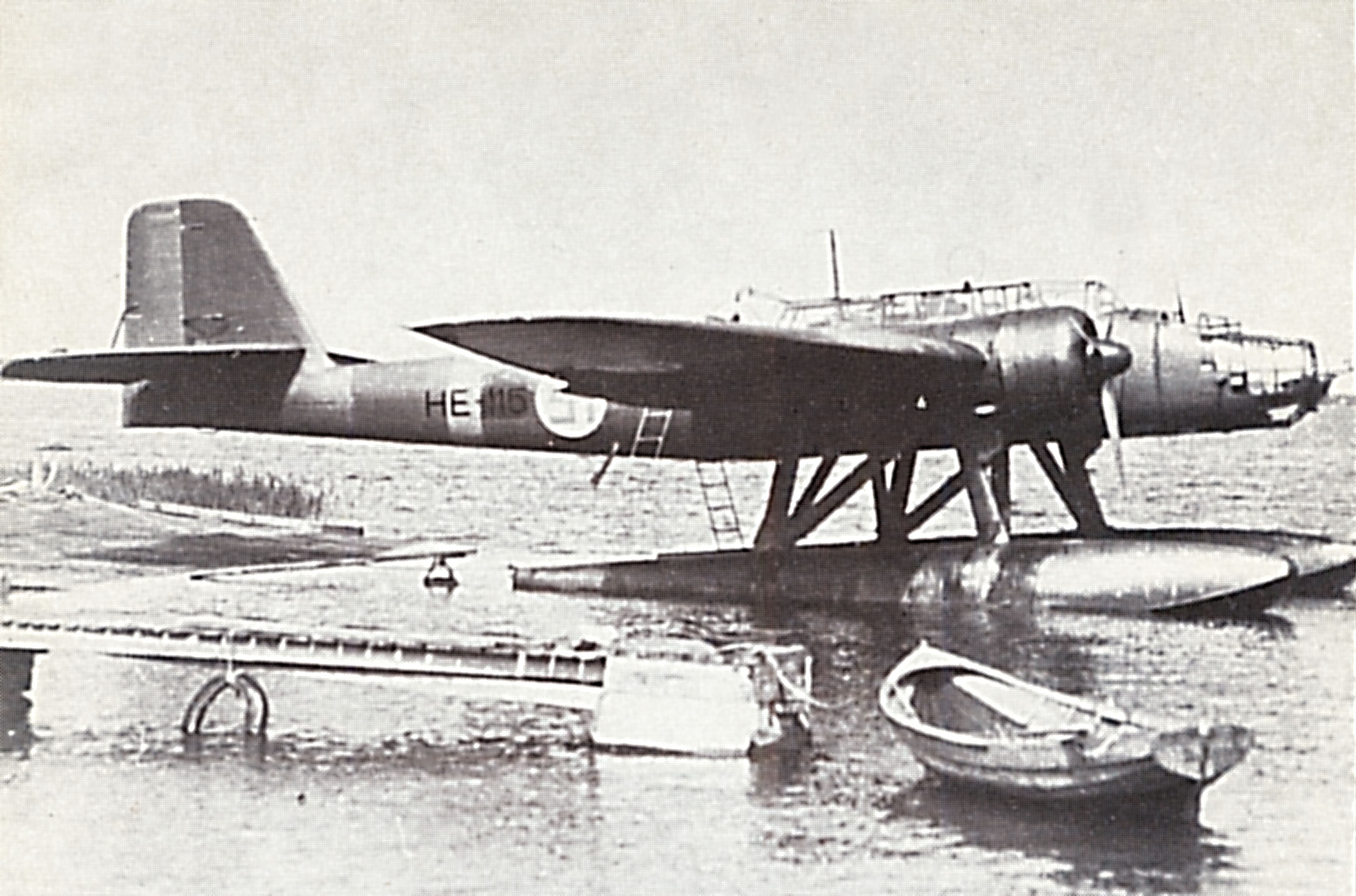
Finsk He 115 A-2 (He 115N).

- Bulgarien
- Finland
- Nazityskland
- Norge
- Sverige
- Storbritannien